# Азянково
Азя́нково (рос. Азянково, марій. Озаҥсола) — присілок у складі Марі-Турецького району Марій Ел, Росія. Входить до складу Косолаповського сільського поселення.

## Населення
Населення — 132 особи (2010; 139 у 2002).
Національний склад (станом на 2002 рік):
- марійці — 89 %